# Gränsjön, Småland
Gränsjön är en sjö i Vimmerby kommun i Småland och ingår i Botorpsströmmens huvudavrinningsområde. Sjön är 5,4 meter djup, har en yta på 0,414 kvadratkilometer och är belägen 111,1 meter över havet. Vid provfiske har abborre, gädda, mört och sutare fångats i sjön.

## Delavrinningsområde
Gränsjön ingår i det delavrinningsområde (638924-152456) som SMHI kallar för Utloppet av Ytlången. Medelhöjden är 96 meter över havet och ytan är 31,99 kvadratkilometer. Räknas de 14 avrinningsområdena uppströms in blir den ackumulerade arean 398,09 kvadratkilometer. Isnäsström (Yxeredsån) som avvattnar avrinningsområdet har biflödesordning 2, vilket innebär att vattnet flödar genom totalt 2 vattendrag innan det når havet efter 31 kilometer. Avrinningsområdet består mestadels av skog (68 procent). Avrinningsområdet har 2,32 kvadratkilometer vattenytor vilket ger det en sjöprocent på 7,2 procent. Bebyggelsen i området täcker en yta av 0,59 kvadratkilometer eller 2 procent av avrinningsområdet.